# جایلز ماتی
جایلز ماتی (انگلیسی: Giles Matthey؛ زادهٔ ۱۱ نوامبر ۱۹۸۷) هنرپیشه اهل انگلستان است.
از فیلم‌ها یا برنامه‌های تلویزیونی که وی در آن نقش داشته‌است می‌توان به ان‌سی‌آی‌اس، همسر خوب، روزی روزگاری، جابز، ۲۴: یک روز دیگر زنده بمان، بلوار، و دوئل اشاره کرد.